# Uricani
Uricani – miasto w Rumunii, w okręgu Hunedoara w Siedmiogrodzie. Liczy 12 tys. mieszkańców (2006).